# Bad Westernkotten
Bad Westernkotten is een plaats in de Duitse gemeente Erwitte, deelstaat Noordrijn-Westfalen, en telt 4.616 inwoners (gemeentestatistiek 30 juni 2024).
Bad Westernkotten ligt direct ten oosten van de hoofdplaats Erwitte.
In het dorp zijn bushaltes van de frequent rijdende streekbusdienst Lippstadt - Anröchte v.v..  Te Lippstadt is het dichtstbij gelegen spoorwegstation.
Reeds vanaf de middeleeuwen werd in het dorp keukenzout gewonnen in zoutziederijen uit natuurlijke bronnen, die in deze gehele streek aanwezig zijn.
Vanaf de late 15e eeuw tot en met de Zevenjarige Oorlog (1756-1763) had Westernkotten vaak rampspoed te doorstaan: niet alleen oorlogsgeweld, maar ook epidemieën van besmettelijke ziektes.
In het dorp ligt een in de 18e eeuw in exploitatie genomen keukenzouthoudende, als geneeskrachtig beschouwde bron. De plaats is al sinds het eind van de 18e eeuw een kuuroord.  Tot aan de Tweede Wereldoorlog werd ook zout als industrieproduct gewonnen. Daarna concentreerde men zich geheel op het kuurbedrijf. De plaats heeft diverse hotels, pensions e.d. en er zijn twee kuurklinieken aanwezig. 
Het wapen van de plaats vertoont een figuur, die eigenlijk een wolfsangel is, een oud heraldisch symbool, dat door de nazi's veel is gebruikt. Maar men kan ook betogen (en dat doet men tegenwoordig algemeen) dat het hier gaat om een soort haak die in het verleden als gereedschap in de zoutziederij werd gebruikt. Het wapen is overgenomen als de helft van het wapen van de gehele gemeente Erwitte.